# Geological Society of America Bulletin
Il Geological Society of America Bulletin (Bollettino della società geologica d'America) è una rivista accademica, cioè un periodico di ricerca scientifica, che pubblica risultati originali di provenienza internazionale nel campo delle scienze della terra.
La rivista, curata dalla Geological Society of America, pubblica volumi ininterrottamente dal 1890 ed è considerata tra le più importanti del settore: ad esempio, nella classifica annuale Scimago delle riviste figura tra le migliori dieci in tutto il periodo 2009-2013.